# L'Arriviste (film, 1976)
Pour les articles homonymes, voir L'Arriviste.
Pour plus de détails, voir Fiche technique et Distribution.
L'Arriviste est un film franco-belge réalisé par Samy Pavel en 1976.

## Synopsis
Un ouvrier veut sortir des conditions misérables de son existence, en s'associant à une bande de malfrats, prenant pour modèle un médiocre arriviste.

## Fiche technique
- Titre : L'Arriviste, film belge
- Réalisation : Samy Pavel
- Scénario : Samy Pavel
- Photographie : Ramon Suarez
- Musique : Ennio Morricone, Klaus Schulze
- Genre : drame
- Durée : 83 minutes

## Distribution
- Anicée Alvina : Alicia
- Julian Negulesco : Marc
- Alice Sapritch : La mère de Marc
- Jacques Monod : Goldberg
- Gino da Ronch : Fluvio
- Anny Duperey : La femme de Fluvio
- Béatrice Romand : La sœur d'Alicia
- Bruno Pradal : Le frère d'Alicia